# 2007年安托法加斯塔地震
2007年安托法加斯塔地震是于2007年11月14日15:40:53 UTC（当地时间12:40:53）在智利发生的一次地震。震中位于托科皮亚以东35公里处，地震影响到智利东北部塔拉帕卡大区與安托法加斯塔大区。地震强度达到里氏7.7级，持续大约50秒。之后发生了8次超过里氏5.0级的余震，其中有两次达到6.8及6.2级。太平洋海啸警报中心当即发出海啸警报，但1小时后解除警报。
距震中1245千米及700千米的圣地亚哥及拉巴斯均有震感。

## 伤亡及损失
至少两人因地震死亡，分别是一位88岁的老妇人和一名54岁的妇女，並至少造成150人受伤。地震同时造成了该地区大面积停电。由于该地区是世界重要铜产区，国际铜价当即上扬6%，锡价也上涨4%创下新高。还有报道指出，修路工人被困在坍塌的高速公路隧道中。
地震造成4000所住房倒塌，15000人被迫转移。单托科皮亚一市就有1200所住房毁坏，全市30%的建筑损毁。